# Seututie 926
La route régionale 926 (finnois : Seututie 926) ou route du côté Est du fleuve Kemijoki (finnois : Kemijoen itäpuolen tie) est une route régionale allant de Kemi à Rovaniemi en Finlande.

## Description
La route régionale 926 est une route régionale de Laponie dont le parcours, à l'est du Kemijoki est d'une longueur de 113 kilomètres.
La route part de Kemi à l'échangeur de Ristikaka avec la route nationale 4 et se termine à son croisement de la route principale 78 à Rovaniemi.

## Parcours
- Kemi
- Tervola  (43 km)
- Rovaniemi (113  km)